# Igor Matuszkin
Igor Witaljewicz Matuszkin, ros. Игорь Витальевич Матушкин; błr. Ігар Вітальевіч Матушкін – Ihar Witaljewicz Matuszkin, szw. Igor Matusjkin (ur. 27 stycznia 1965 w Czelabińsku) – radziecki i białoruski hokeista pochodzenia rosyjskiego. Reprezentant Białorusi, dwukrotny olimpijczyk.
Jego synowie Maksim (ur. 1990) i Oskar (ur. 1997) także zostali hokeistami; obaj legitymują się nazwiskiem Matushkin, podjęli grę w Szwecji i otrzymali szwedzkie obywatelstwo.

## Kariera
- Mietałłurg Czelabińsk (1983-1984)
- Traktor Czelabińsk (1984-1989)
- Dynama Mińsk (1991-1993)
- Tiwali Mińsk (1991-1993)
- Bodens IK (1993-1995)
- Kiruna IF (1995-1997)
- Bodens IK (1997-1998)
- Luleå HF (1998-1999)
- Bodens IK (1999-2000)
- IF Björklöven (2000-2001)
- Revierlöwen Oberhausen (2001)
- Timrå (2000)
- Skellefteå (2001-2002)
- Mieczeł Czelabińsk (2002-2003)
- Piteå HC (2003-2004)
- Tegs SK (2004-2005)
- Piteå HC (2008-2009)
- Vännäs HC (2009-2010)

Pochodzi z Czelabińska w obecnej Rosji. Na przełomie lat 80. i 90. kontynuował karierę w Białorusi. Później przez wiele lat występował w szwedzkich ligach Elitserien, Allsvenskan, Division 1.
Został reprezentantem Białorusi. Uczestniczył w turniejach mistrzostw świata w 1996, 1997 (Grupa B), 1998, 1999, 2000 oraz zimowych igrzysk olimpijskich 1998, 2002.

## Kariera trenerska
- Tegs SK (2004-2005), grający asystent trenera
- IF Björklöven (2005-2006), asystent trenera
- Vännäs HC (2009-2010), główny trener
- Dynama Mińsk (2011-2013), menedżer generalny
- Vännäs HC (2013-2014), główny trener
- Sibir Nowosybirsk (2014-2015), asystent trenera
- Spånga IS J20 (2016), główny trener
- Torpedo Niżny Nowogród (2016-2017), asystent trenera
- Barys Astana (2018-), asystent trenera
- Reprezentacja Kazachstanu (2018-), asystent trenera
- Łokomotiw Jarosław (2020-), asystent trenera
- Barys Nur-Sułtan (2022-), asystent trenera

Podjął pracę trenerską. Pracował w Szwecji. Ponadto funkcjonował w ramach ligi KHL w Dynamie Mińsk. Przed sezonem KHL (2014/2015) został asystentem trenera w Nowosybirsku. W połowie 2015 został skautem dla klubu Torpedo Niżny Nowogród. W połowie 2018 został asystentem w kazachskim klubie Barys Astana oraz równolegle w reprezentacji Kazachstanu (przy głównym trenerze Andreju Skabiełce). Po zwolnieniu z pracy w Kazachstanie w czerwcu 2020 wszedł do sztabu trenerskiego w Łokomotiwie Jarosław (także u boku A. Skabiełki oraz ponownie z innym asystentem Uładzimirem Kopaciem). Pod koniec września 2021 wraz z Skabiełką został zwolniony z pracy w Łokomotiwie, a w połowie 2022 wszedł do jego sztabu w Barysie Nur-Sułtan.

## Sukcesy
Reprezentacyjne
- Awans do Grupy A mistrzostw świata: 1997
- Czwarte miejsce w turnieju zimowych igrzysk olimpijskich: 2002

Klubowe
- Złoty medal mistrzostw Białorusi: 1993 z Tiwali Mińsk

Wyróżnienia
- Zasłużony Mistrz Sportu Republiki Białorusi: 2002[10]